# Emmerlev (parochie)
Emmerlev(Duits: Emmerleff) is een parochie van de Deense Volkskerk in de Deense gemeente Tønder. De parochie maakt deel uit van het bisdom Ribe en telt 643 kerkleden op een bevolking van 738 (2004).
Tussen 1920 en 1970 was de parochie deel van de herred Tønder, Højer og Lø. In 1970 werd de parochie opgenomen in de nieuwe gemeente Højer. Deze ging in 2007 op in de vergrote gemeente Tønder.